# ماريا سان جيل
ماريا سان جيل (من مواليد 15 يناير 1965، سان سيباستيان) سياسية إسبانية من الباسك.
ولدت في سان سيباستيان، وتخرجت بشهادة في فقه اللغة الكتابية بثلاث لغات من جامعة سالامانكا البابوية. في عام 1991 بدأت العمل في مجلس مدينة سان سيباستيان ممثلة الحزب الشعبي المحافظ. في 23 يناير 1995 شهدت اغتيال زميلها جريجوريو أوردونيز على يد جماعة الباسك الانفصالية إيتا، وبعد ذلك قررت أنها ستمضي حياتها المهنية في مكافحة الإرهاب.
برزت بشكل مطرد في عام 2003 أصبحت زعيمة التمثيل الإقليمي للحزب الشعبي في إقليم الباسك. في الانتخابات الإقليمية لعام 2005 كانت مرشحة لمنصب رئيس إقليم الباسك أو لينداكاري، لكنها خسرت أمام المرشح القومي خوان خوسيه إيباريتكس.
في 18 أبريل 2007 أعلنت أنها مصابة بسرطان الثدي وخضعت لعملية جراحية مرة واحدة. في 21 مايو 2008 بعد اجتماع مع ماريانو راخوي أبلغته بنيتها الاستقالة من منصبها القيادي في التمثيل الإقليمي للحزب الشعبي. سان جيل متزوج وله طفلان.